# Stenus convictor
Stenus convictor är en skalbaggsart som beskrevs av Thomas Casey. Stenus convictor ingår i släktet Stenus och familjen kortvingar. Inga underarter finns listade i Catalogue of Life.